# Hessischer Rundfunk

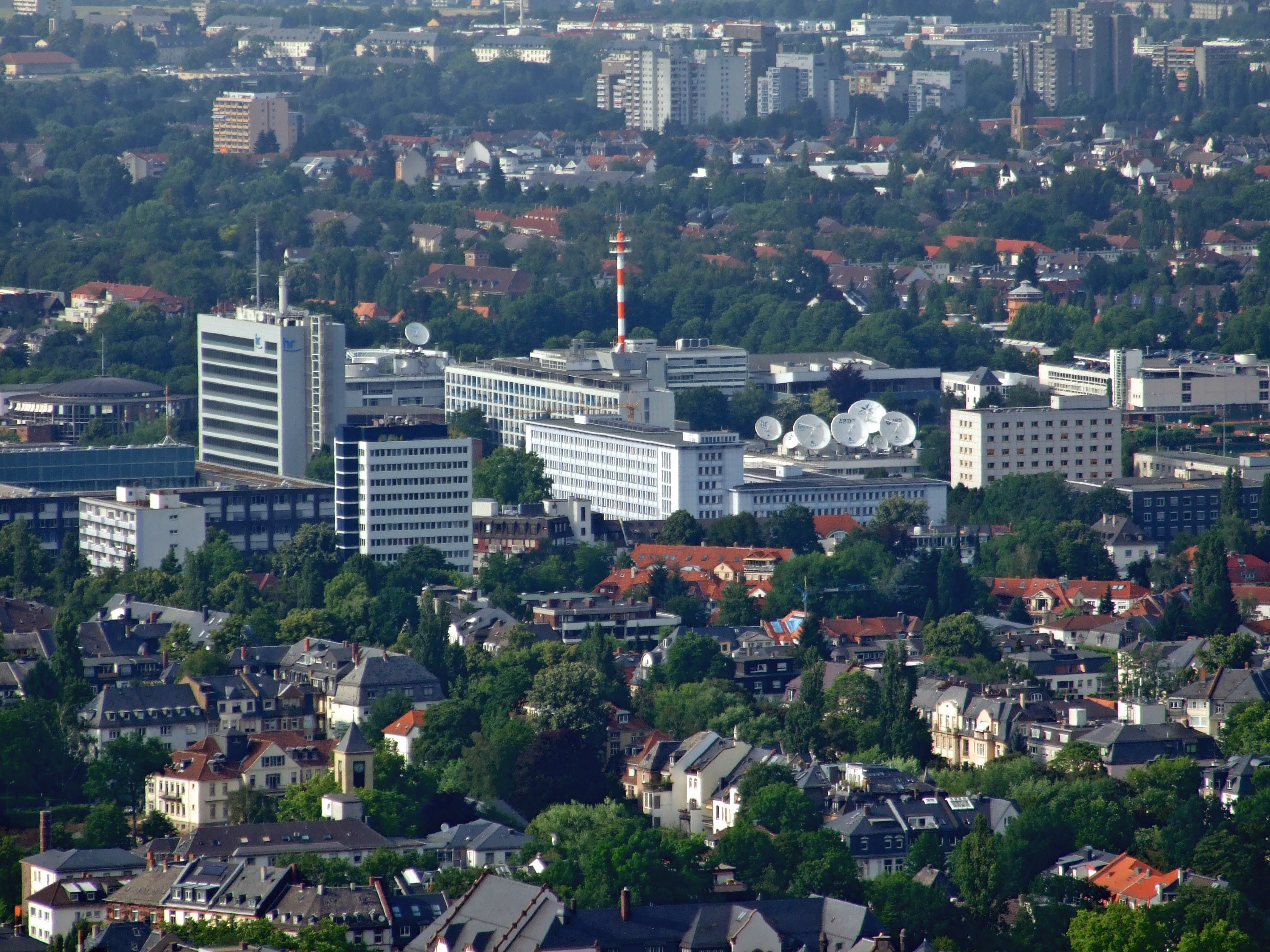
Het HR-gebouw in Frankfurt

Publieke omroepen van de Duitse deelstaten

De Hessischer Rundfunk (HR) is de openbare omroep van de deelstaat Hessen. De HR is lid van de ARD en ging op 1948 van start.

## Studio's
Het hoofdkantoor, de radio- en televisiestudio's en zijn gesitueerd in het kwarten Nordend in Frankfurt am Main en in de wolkenkrabber Main Tower in het centrum van Frankfurt. Verder zijn er nog regionale studio's in onder andere Kassel , Darmstadt, Gießen, Fulda en Wiesbaden.

## Televisie
- hr-fernsehen, het derde openbare televisiekanaal in Hessen.
- Voor Das Erste maakt HR onder andere de Loterij en de krimieserie Polizeiruf 110.
- Op Das Erste vult de HR 7,2% van de zendtijd in.
- Verder zijn HR-programma's te zien op Phoenix (ARD-ZDF), KI.KA (ARD-ZDF), arte (Duits-Frans cultuurkanaal) en 3sat (cultuurkanaal van de ARD, ZDF, ORF, en SRG).

## Radiozenders
- hr 1, informatieve/culturele zender
- hr 2, klassieke muziek en cultuur
- hr 3, nieuws, popmuziek, sport
- hr 4, schlagers en andere Duitstalige volksmuziek
- YouFM, popmuziek-/jongerenzender
- hr info, informatieve zender